# روكوان (مقاطعة دالاهو)
روكوان (بالفارسية: روکوان) هي قرية تقع في كرمانشاه في إيران. يقدر عدد سكانها بـ 26 نسمة بحسب إحصاء 2016.